# أطلانتس الرمال

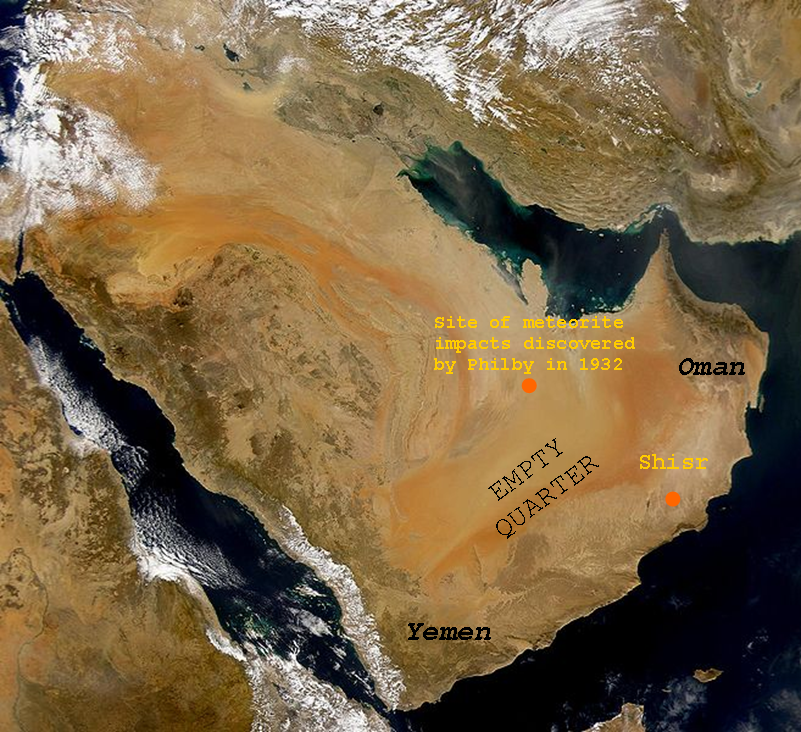
صورة التقطتها الأقمار الصناعية لجنوب شبه الجزيرة العربية تظهر مواقع يشتبه أنها لمدينة مفقودة.

يشير مصطلح أطلانتس الرمال إلى مكان أسطوري مفقود في الصحاري الجنوبية من شبه الجزيرة العربية، يُعرف باسم أوبار أو وَبار في اللغة العربية، ويُعتقد أنه دُمر بسبب كارثة طبيعية أو كعقاب من الله.
يُنسب الاسم الإنجليزي "أطلانتس الرمال" (بالإنجليزية: Atlantis of the Sands)‏ بشكل شائع إلى توماس إدوارد لورنس في القرن العشرين، ولكنه لا يظهر أبدًا في أعمال لورنس المنشورة، ولا يظهر أيضًا في أعمال بيرترام توماس الذي نشر مصطلح "أطلانتس الرمال" (وربما كان هو أول من صاغ هذا المصطلح) ولا في أعمال رانولف فاينس ونيكولاس كلاب اللذين جعلا هذا المصطلح مشهوراً.

## تمهيد
في العصر الحديث، أثار لغز مدينة أطلانتس المفقودة العديد من الكتب والأفلام والمقالات وصفحات الويب. على نطاق أصغر، تمتلك شبه الجزيرة العربية أسطورتها الخاصة عن مدينة مفقودة، تُعرف باسم "أطلانتس الرمال"، والتي كانت مصدر نقاش بين المؤرخين وعلماء الآثار والمستكشفين، ودرجة من الجدل مستمرة حتى يومنا هذا.
في فبراير 1992، أعلنت صحيفة نيويورك تايمز عن اكتشاف أثري كبير بالعبارات التالية: "بإرشاد من الخرائط القديمة والدراسات الاستقصائية الدقيقة من الفضاء، اكتشف علماء الآثار والمستكشفون مدينة مفقودة في عمق رمال الجزيرة العربية، وهم متأكدون تمامًا أنها أوبار، مركز التجارة الأسطوري الغني باللبان منذ آلاف السنين." عندما انتشر خبر هذا الاكتشاف بسرعة في الصحف حول العالم، بدا أن هناك القليل من الناس الراغبين أو القادرين على تحدي النتائج الدرامية. كان الاكتشاف نتيجة لعمل فريق من علماء الآثار بقيادة نيكولاس كلاب، الذي زار ونقب موقع بئر بدوي في شصر في محافظة ظفار، عمان. الاستنتاج الذي توصلوا إليه، بناءً على الحفريات في الموقع وفحص صور الأقمار الصناعية، هو أن هذا هو موقع أوبار، أو إرم ذات العماد، وهو اسم موجود في القرآن قد يشير إلى مدينة مفقودة أو قبيلة أو منطقة. صرح السير رانولف فاينس، وهو عضو آخر في البعثة، أن هذا هو "مركز عمانوم التجاري" في خريطة بطليموس الشهيرة للجزيرة العربية السعيدة.
يُعلن إشعار معاصر عند مدخل موقع أثري في شصر في محافظة ظفار، عمان: "مرحبًا بكم في أوبار، المدينة المفقودة في الأسطورة البدوية". ومع ذلك، ينقسم العلماء حول ما إذا كانت هذه هي حقًا موقع مدينة رملية أسطورية مفقودة.

## المستكشفون الأوائل في ظفار
في عام 1930، كان المستكشف بيرترام توماس يقترب من الحافة الجنوبية للربع الخالي. كان طموح توماس أن يكون أول أوروبي يعبر الرمال العظيمة، ولكن عندما بدأ رحلته على الجمال، أخبره مرافقوه من البدو عن مدينة مفقودة استحق أهلها الأشرار غضب الله ودُمروا. لم يعثر على أي أثر لمدينة مفقودة في الرمال. وضع توماس على خريطة موقع مسار قيل إنه يؤدي إلى مدينة أوبار الأسطورية المفقودة، وعلى الرغم من أنه كان ينوي العودة لاتباعه، إلا أنه لم يتمكن من ذلك أبدًا.
أصبحت قصة مدينة مفقودة في الرمال مصدر افتتان للمستكشفين؛ كتب قلة منهم روايات عن رحلاتهم التي أحيت القصة. خطط توماس إدوارد لورنس للبحث عن موقع مدينة مفقودة في مكان ما في الرمال، وأخبر مسافرًا زميلًا بأنه مقتنع بوجود بقايا حضارة عربية في الصحراء. قيل له إن البدو رأوا أنقاض قلاع الملك عاد في منطقة وَبار. من وجهة نظره، كانت أفضل طريقة لاستكشاف الرمال هي المنطاد، لكن خططه لم تؤت ثمارها أبدًا.
زار المستكشف الإنجليزي ويلفريد ثيسيجر البئر في شصر في ربيع عام 1946، "حيث تحدد أنقاض حصن حجري خام على نتوء صخري موقع هذا البئر الشهير". ولاحظ أن بعض الشظايا التي عُثر عليها هناك ربما كانت إسلامية مبكرة. كان البئر هو مكان الري الدائم الوحيد في تلك الأجزاء، ولكونه مكانًا ضروريًا لري غزاة البدو، فقد كان مسرحًا للعديد من المواجهات الشرسة في الماضي.
في مارس 1948، أجرى فريق جيولوجي من شركة تطوير البترول (عمان وظفار) المحدودة، وهي شركة تابعة لشركة نفط العراق، مسحًا على ظهور الجمال لمحافظة ظفار. مثل ثيسيجر، اقترب الفريق من شصر من الجنوب، على طول وادي غدون. كان أول ما رأوه من الأشعور (شصر) جرفًا أبيض في المسافة. عندما اقتربوا، رأوا أن الجرف كان في الواقع جدار حصن مُدمر مبني فوق كهف كبير يشبه المحجر، كان مدخله مُغطى بكثيب رملي.
بُني الحصن من نفس الصخر الأبيض مثل الجرف المُطل، مما أعطى انطباعًا بهيكل واحد. لاحظ أحد الجيولوجيين: "لا توجد منازل أو خيام أو أشخاص هنا: فقط الأنقاض المُنهارة لهذا الحصن الذي يعود إلى ما قبل الإسلام". لم ينبهر الجيولوجيون، الذين لم يستفيدوا من تحليل الأقمار الصناعية الحديث أو المعدات الأثرية، بالخراب. كان شصر، مثل ما شديد قبل بضعة أيام، "ماءً صعبًا" وقضى مرافقوهم معظم إقامتهم التي استمرت ثلاثة أيام في محاولة استخراج الماء لجمالهم من البئر.
في عام 1953، انطلق ندل فيليبس لاكتشاف مسار توماس ولكنه لم يتمكن من اتباعه بسبب الرمال الكثيفة التي جعلت السفر الإضافي بواسطة النقل الآلي مستحيلاً.
بعد حوالي 35 عامًا، أفاد كلاب وفريقه بالكشف عما وصفوه بأنه حصن مثمن كبير يعود تاريخه إلى حوالي 2000 عام تحت الحصن المُتهدم ووصفوا طاولة ضخمة من الحجر الجيري تقع تحت البوابة الرئيسية التي انهارت في حفرة هبوط ضخمة حول البئر. استنتج البعض أن هذه هي مدينة أوبار الأسطورية، التي عُرفت أيضًا باسم إرم، أو على الأقل مدينة في منطقة أوبار، التي كانت ذات يوم مركزًا تجاريًا مهمًا على طريق البخور من ظفار إلى منطقة البحر الأبيض المتوسط.
أشار البعض إلى نصوص دينية لدعم نظرية أن المدينة دُمرت كعقاب من الله. على سبيل المثال، وُصفت إرم في القرآن على النحو التالي: "أَلَمْ تَرَ كَيْفَ فَعَلَ رَبُّكَ بِعَادٍ * إِرَمَ ذَاتِ الْعِمَادِ * الَّتِي لَمْ يُخْلَقْ مِثْلُهَا فِي الْبِلَادِ" (سورة الفجر: 6-8). ومع ذلك، فقد اكتُشف الآن أن موقع إرم هو وادي رم، بسبب النقوش الصفائية التي تذكر 𐪑𐪇𐪃 (ʔrm) "إرم" و 𐪒𐪕 (ʕd) "عاد" التي عُثر عليها في المنطقة.

## نظريات حول الموقع

### ظفار
يشير دليل بيرترام توماس إلى آثار عجلات واسعة بين الكثبان ويقول: "انظر يا صاحب، هذا هو الطريق إلى أوبار. كانت مدينة عظيمة بالكنوز وبساتين النخيل وقلعة من الفضة الحمراء. تقع الآن تحت رمال رملة الشعية ". كما كتب توماس: "في رحلاتي السابقة سمعت من عرب آخرين عن اسم هذه المدينة المفقودة، لكن لم يخبرني أحد حتى بموقع تقريبي." 

### الربع الخالي
تضع معظم حكايات المدينة المفقودة موقعها في مكان ما في صحراء الربع الخالي، وهي منطقة شاسعة من الكثبان الرملية تغطي معظم الثلث الجنوبي من شبه الجزيرة العربية، بما في ذلك معظم الأراضي السعودية وأجزاء من عمان والإمارات العربية المتحدة واليمن.
انطلق المستشار جون فيلبي للبحث عن مدينة وبًا المفقودة، لكن بدلاً من العثور على أطلال، اكتشف ما وصفه بأنه بركان خامد نصف مدفون في الرمال، أو ربما بقايا اصطدام نيزكي. أكدت الأبحاث الحديثة أن حدث اصطدام قديم هو سبب الانخفاض في الرمال.
لاحظ الجيولوجي إتش ستيوارت إيدجيلي أن الربع الخالي كان على مدى الستة آلاف عام الماضية باستمرار صحراء كثبان رملية، تمثل بيئة معادية حيث لا يمكن بناء أي مدينة.

### شصر
زعم نيكولاس كلاب أن اكتشاف بقايا الأبراج في موقع التنقيب في شصر يدعم النظرية بأن هذا هو موقع أوبار، مدينة "عاد ذات الأعمدة الشامخة" الموصوفة في القرآن الكريم. رفض توماس أطلال بئر الأشيصير ووصفها بأنها حصن "فظ" اعتقد أنه يعود إلى بضع مئات من السنين فقط.

### إمبوريوم عمانوم
المستكشف رانولف فينيس كان عضوًا في بعثة كلاب وتكهن بأن أوبار تم تحديدها على الخرائط القديمة باسم "إمبوريوم عمانوم". كان هذا المكان الذي تم وضع علامة عليه على خريطة لشبه الجزيرة العربية جمعها كلوديوس بطليموس في حوالي 150 بعد الميلاد.

### أخرى
عندما استشارت المستكشفة فريا ستارك أعمال الجغرافيين العرب، وجدت مجموعة واسعة من الآراء حول موقع وبَار: "يقول ياقوت: "في اليمن قرية وبَار". يضعها الليث، الذي نقله ياقوت، بين رمال يبرين واليمن. يضعها ابن إسحاق ... بين "صبُّ (مجهولة بالنسبة لياقوت والحمداني) وحضرموت". يضعها الهمداني، وهو رجل موثوق جدًا، بين نجران، حضرموت، شهر ومهرة. يضعها ياقوت، على الأرجح نقلاً عن الهمداني، بين حدود شهر و صنعاء، ثم بناءً على سلطة أبي منذر بين رمال بني سعد (قرب يبرين) وشيهر ومهرة. يضعها أبو منذر بين حضرموت ونجران ". واستنتجت ستارك قائلة: "مع وجود مثل هذه الأدلة، يبدو من الممكن تمامًا أن يجد السيد توماس والسيد فيلبي كل منهما وبَارًا في ركن معاكس من الجزيرة العربية".